# Radoslav Hecl
Radoslav Hecl, (uttalas hetsl) född 10 november 1974 i Partizánske, är en slovakisk före detta ishockeyspelare (back).
Radoslav Hecl fanns med i det slovakiska landslag som vann VM 2002 i Sverige. Han har på klubbnivå spelat i NHL för Buffalo Sabres samt ett flertal säsonger för HC Slovan Bratislava hemma i Extraliga. I slutet av sin karriär spelade han i den italienska ligan.